# Hamaticolax maleus
Hamaticolax maleus is een eenoogkreeftjessoort uit de familie van de Bomolochidae. De wetenschappelijke naam van de soort is voor het eerst geldig gepubliceerd in 1994 door Oldewage.